# التسلسل الزمني لمواسم كرة القدم الفلسطينية في قطاع غزة

شعار الاتحاد الفلسطيني لكرة القدم.

كرة قدم فلسطينية عرفت فلسطين كرة القدم مع بداية القرن العشرين وتشكل أول فريق كروي عام 1908 في مدرسة الروضة في القدس.وازدهرت كرة القدم في بداية العشرينات إبان فترة الاحتلال البريطاني لفلسطين. وتأسس الاتحاد الفلسطيني لكرة القدم عام 1928 في مدينة القدس. وانضمت فلسطين رسمياً للاتحاد الدولي لكرة القدم عام 1929 وشاركت فلسطين في تصفيات كأس العالم 1934 والذي أقيم في إيطاليا وكانت نتيجة مباراتي فلسطين امام مصر هي الفاصلة في الوصول إلى نهائيات مونديال إيطاليا 1934 وخسرت فلسطين مباراتيها أمام مصر في القدس والقاهرة وتأهلت مصر إلى النهائيات. وشاركت فلسطين في تصفيات كأس العالم 1938 وعلى ضوء ذلك كان المنتخب الوطني الفلسطيني لكرة القدم أول منتخب عربي آسيوي يشارك في تصفيات كأس العالم.
وازدهرت الكرة الفلسطينية في بداية الثلاثينات والأربعينات وأنشأت العديد من الفرق الفلسطينية منها نادي الدجاني والأرثوذكسي في القدس، ونادي إسلامي يافا وإسلامي حيفا، وفي عكا النادي القومي وعكا الرياضي، وفي غزة نادي غزة الرياضي والنادي العربي والنادي الأرثوذكسي ومن أشهر اللاعبين الفلسطينيين في تلك الفترة جبر الزرقة، جورج مارديني، ميشيل الطويل، عبد الرحمن الهباب ،رشاد الشوا، حيدر عبد الشافي، جورج رشماوي.
وبدأت البطولات في قطاع غزة منذ تأسيس الدوري الفلسطيني الممتاز لقطاع غزة موسم 1981–82 ثم أُسس كأس فلسطين لأندية قطاع غزة موسم 1985–86 .

## التسلسل الزمني

### من 1980 – 1990
موسم 1981–82 أول دوري وكان بطل أول دوري في قطاع غزة هو النادي الأهلي الفلسطيني أو كما هو معروف بأهلي غزة .

موسم 1982–83 لم يكن هناك بطولات .

موسم 1983–84 لعب الدوري الفلسطيني الممتاز لقطاع غزة وكان البطل نادي خدمات الشاطئ .

موسم 1984–85 لم يكن هناك بطولات .

موسم 1985–86 أول كأس وكان بطل أول كأس هو نادي خدمات الشاطئ على نادي غزة الرياضي .

موسم 1986–87 لعب الدوري ولكن لم يستكمل وكان متصدر الدوري نادي خدمات خانيونس .

لم تلعب بطولات من 1987 – 1995 بسبب الإنتفاضة الفلسطينية الأولى .

### من 1990 – 2000
موسم 1994–95 لعب كأس فلسطين لأندية قطاع غزة 1994–95 وكان البطل نادي غزة الرياضي على شباب رفح .

موسم 1995–96 لعب الدوري الفلسطيني الممتاز لقطاع غزة وكان البطل نادي خدمات رفح .

موسم 1996–97 لم يكن هناك بطولات .

موسم 1997–98 لم يكن هناك بطولات .

موسم 1998–99 لعب الدوري الفلسطيني الممتاز لقطاع غزة وكان البطل نادي خدمات رفح ولعب كأس فلسطين لأندية قطاع غزة 1998–99 وكان البطل اتحاد الشجاعية على شباب رفح .

موسم 1999–2000 لعب أول كأس سوبر في قطاع غزة وكان أبطال موسم 1998–99 وفاز اتحاد الشجاعية على نادي خدمات رفح في كأس السوبر الفلسطيني لقطاع غزة 2000 ، ولعب في موسم 1999–2000 لعب كأس فلسطين لأندية قطاع غزة 1999–00 وكان البطل نادي شباب خانيونس على شباب رفح .

### من 2000 – 2010
موسم 2000–01 لم يكن هناك بطولات .

موسم 2001–02 لم يكن هناك بطولات .

موسم 2002–03 لعب كأس فلسطين لأندية قطاع غزة 2002–03 وتوج بها شباب رفح على غريمه التقليدي نادي خدمات رفح .

موسم 2003–04 لم يكن هناك بطولات .

موسم 2004–05 لعب كأس فلسطين لأندية قطاع غزة 2004–05 وتوج شباب رفح على حساب شباب جباليا في البطولة .

موسم 2005–06 لعب الدوري الفلسطيني الممتاز لقطاع غزة 2005–06 وكان البطل نادي خدمات رفح وكان الوصيف اتحاد الشجاعية .

لم يكن هناك بطولات من 2006–2010 بسبب الانقسام بين حركة حماس و حركة فتح .

عام 2010 لعب كأس فلسطين لأندية قطاع غزة 2010 وتوج نادي غزة الرياضي على حساب نادي الصداقة في البطولة .

### من 2010 – 2020
موسم 2010–11 لعب الدوري الفلسطيني الممتاز لقطاع غزة 2010–11 وكان البطل نادي شباب خانيونس والوصيف كان شباب رفح .

موسم 2011–12 لعب كأس فلسطين لأندية قطاع غزة 2012 وكان البطل شباب رفح على نادي المشتل .

موسم 2012–13 لعب الدوري الفلسطيني الممتاز لقطاع غزة 2012–13 وكان البطل شباب رفح والوصيف كان نادي شباب خانيونس .

موسم 2013–14 لعب الدوري الفلسطيني الممتاز لقطاع غزة 2013–14 وكان البطل للمرة الثانية على التوالي شباب رفح والوصيف كان اتحاد خانيونس ولعب أيضا كأس فلسطين لأندية قطاع غزة 2013–14 وكان البطل نادي خدمات رفح على اتحاد الشجاعية ولعب كأس السوبر الفلسطيني لقطاع غزة وكان البطل شباب رفح على غريمه التقليدي نادي خدمات رفح .

موسم 2014–15 لعب الدوري الفلسطيني الممتاز لقطاع غزة 2014–15 وكان البطل اتحاد الشجاعية والوصيف كان نادي شباب خانيونس ولعب كأس فلسطين لأندية قطاع غزة 2014–15 وكان البطل اتحاد الشجاعية على نادي خدمات رفح ولعب كأس السوبر الفلسطيني لقطاع غزة وكان البطل اتحاد الشجاعية على نادي شباب خانيونس وهكذا يكون اتحاد الشجاعية أول نادي يحقق ثنائية الدوري والكأس ويلحقهم بالسوبر ويفوز بالثلاثية في قطاع غزة ، ولعب لأول مرة نهائي كأس فلسطين بين أندية قطاع غزة و أندية الضفة الغربية وكان نهائي كأس فلسطين 2015 وكان البطل أهلي الخليل على اتحاد الشجاعية .

موسم 2015–16 لعب الدوري الفلسطيني الممتاز لقطاع غزة 2015–16 وكان البطل نادي خدمات رفح والوصيف كان نادي الصداقة ولعب كأس فلسطين لأندية قطاع غزة 2015–16 وكان البطل نادي شباب خانيونس على شباب جباليا ولعب كأس السوبر الفلسطيني لقطاع غزة وكان البطل بطل الدوري وهو نادي خدمات رفح على بطل الكأس وهو نادي شباب خانيونس ولعب نهائي كأس فلسطين 2016 وكان البطل للمرة الثانية على التوالي أهلي الخليل على نادي شباب خانيونس .

موسم 2016–17 لعب الدوري الفلسطيني الممتاز لقطاع غزة 2016–17 وكان البطل نادي الصداقة والوصيف كان نادي خدمات رفح ولعب كأس فلسطين لأندية قطاع غزة 2016–17 وكان البطل شباب رفح على غريمه التقليدي نادي خدمات رفح ولعب كأس السوبر الفلسطيني لقطاع غزة وكان البطل بطل الكأس وهو شباب رفح على بطل الدوري وهو نادي الصداقة ولعب نهائي كأس فلسطين 2017 وكان البطل شباب رفح على أهلي الخليل .

موسم 2017–18 لعب الدوري الفلسطيني الممتاز لقطاع غزة 2017–18 وكان البطل نادي شباب خانيونس والوصيف كان نادي خدمات رفح ولعب كأس فلسطين لأندية قطاع غزة 2017–18 وكان البطل نادي شباب خانيونس على نادي شباب رفح ولعب كأس السوبر الفلسطيني لقطاع غزة 2018 وكان البطل وصيف الكأس وهو شباب رفح على بطل الدوري والكأس وهو نادي شباب خانيونس وهكذا يكون نادي شباب خانيونس ثاني نادي يحقق ثنائية الدوري والكأس ولكنه لم يفعل كما فعل اتحاد الشجاعية لأنه لم يحقق الثالثة وخسر كأس السوبر ، ولعب نهائي كأس فلسطين 2018 وكان البطل هلال القدس على نادي شباب خانيونس .

موسم 2018–19 لعب الدوري الفلسطيني الممتاز لقطاع غزة 2018–19 وكان البطل نادي خدمات رفح والوصيف كان شباب جباليا ولعب كأس فلسطين لأندية قطاع غزة 2018–19 وكان البطل نادي خدمات رفح على اتحاد الشجاعية ولعب كأس السوبر الفلسطيني لقطاع غزة وكان البطل وصيف الكأس وهو اتحاد الشجاعية على بطل الدوري والكأس وهو نادي خدمات رفح وهكذا يكون نادي خدمات رفح ثالث نادي يحقق ثنائية الدوري ولكنه فعل كما فعل نادي شباب خانيونس حقق الثنائية ولم يحقق الثلاثية كما فعل اتحاد الشجاعية ، ولعب نهائي كأس فلسطين 2019 ولكنه لم يستكمل (لعب الذهاب فقط) وكان بين نادي خدمات رفح و مركز شباب بلاطة .

موسم 2019–20 لعب الدوري الفلسطيني الممتاز لقطاع غزة 2019–20 وكان البطل للمرة الثانية على التوالي نادي خدمات رفح والوصيف كان نادي خدمات الشاطئ ولعب كأس فلسطين لقطاع غزة 2019–20 وكان البطل شباب رفح وكان الوصيف نادي غزة الرياضي ، ولعب كأس السوبر الفلسطيني لقطاع غزة 2020 وكان البطل شباب رفح وكان الوصيف نادي خدمات رفح .

### من 2020 –
في موسم 2021 لعب الدوري الفلسطيني الممتاز لقطاع غزة 2020–21 وفاز بها نادي شباب رفح للمرة الثالثة في تاريخه وكان الوصيف نادي اتحاد الشجاعية ولكن لم يلعب كأس غزة في هذا الموسم.
في موسم 2022 لعب الدوري الفلسطيني الممتاز لقطاع غزة 2021–22 وفاز بها للمرة الثانية على التوالي نادي شباب رفح وللمرة الرابعة في تاريخه وكان الوصيف اتحاد الشجاعية ولكن لم يلعب كأس غزة للمرة الثانية على التوالي.
في موسم 2023 لعب الدوري الفلسطيني الممتاز لقطاع غزة 2022–23 وفاز بها نادي خدمات رفح للمرة السابعة في تاريخه وكان الوصيف نادي شباب رفح وايضا لم يلعب كأس فلسطين لأندية قطاع غزة للمرة الثالثة على التوالي.